# Мазина, Мария Валерьевна
Мария Валерьевна Мазина (род. 18 апреля 1964, Москва) — российская фехтовальщица на рапирах и шпагах, заслуженный мастер спорта (1996), олимпийская чемпионка (2000). Первая чемпионка СССР в фехтовании на шпагах среди женщин (1990). Самая возрастная олимпийская чемпионка в составе сборной России (36 лет и 154 дня).

## Биография
Фехтованием начала заниматься с 12 лет. Сначала фехтовала на рапире.
- Победитель IX Спартакиады народов СССР (1986, Москва) в составе сборной Москвы.

Серебряный призёр чемпионатов СССР (1988, 1989) в команде.
- С 1990 года стала выступать в соревнованиях на шпагах. На первом своем чемпионате СССР завоевала золотые медали в личном и командном первенстве. Бронзовый призёр Олимпийских игр 1996, чемпионка Олимпиады 2000 (в командном первенстве). Чемпионка мира 2001 в командном первенстве, бронзовый призёр 1990 в личном первенстве и 1990, 1991 — в командном зачете. Чемпионка СССР 1990 (в личном и командном первенстве), чемпионка СНГ 1992 (в личном первенстве). Серебряный призёр чемпионатов Европы 1999 и 2001. Чемпион России 1994 и 2000 (дважды). Обладатель Кубка Росси 1993, 1995, 1996 и 1999.

После окончания спортивной карьеры перешла на тренерскую работу.
Окончила ГЦОЛИФК (Государственный центральный ордена Ленина институт физической культуры и спорта).

## Награды
- Медаль ордена «За заслуги перед Отечеством» II степени (6 января 1997 года) — за заслуги перед государством и высокие спортивные достижения на XXVI летних Олимпийских играх 1996 года[1]